# سيلاس جناكا
سيلاس جناكا (بالفرنسية: Silas Gnaka)‏ (مواليد 18 ديسمبر 1998) هو لاعب كرة قدم من ساحل العاج يلعب في مركز الظهير الأيسر في نادي يوبين.

## روابط خارجية
- سيلاس جناكا على موقع قاعدة بيانات كرة القدم.إي يو (الإنجليزية)
- سيلاس جناكا على موقع بيانات كرة القدم. دي إي (الألمانية)
- سيلاس جناكا على موقع Soccerway.com (الإنجليزية)
- سيلاس جناكا على موقع عالم كرة القدم.نت (الإنجليزية)
- سيلاس جناكا على موقع أوليمبيديا (الإنجليزية)